# Benton Township (Contea di Atchison, Missouri)
Benton Township è una delle 11 township nella Contea di Atchison dello Stato del Missouri, Stati Uniti d'America.

## Geografia fisica
Benton Township si estende su una superficie di 51,30 km², non contiene altri insediamenti.